# Alfred Andreas Hoffmann
Alfred Andreas Hoffmann (ur. 23 lipca 1904, zm. ?) – zbrodniarz nazistowski, członek załogi niemieckiego obozu koncentracyjnego Buchenwald i SS-Unterscharführer.
Od lutego 1942 do 11 kwietnia 1945 pełnił służbę w Buchenwaldzie kolejno jako wartownik (do lutego 1943), Blockführer (do października 1944) i kierownik komanda więźniarskiego w podobozie Sonnelager (do 11 kwietnia 1945). W procesie US vs. Alfred Andreas Hoffmann, który toczył się 17 października 1947 przed amerykańskim Trybunałem Wojskowym w Dachau skazany został na 5 lat pozbawienia wolności. Sam zeznał, iż bił więźniów kijem za drobne przewinienia (takie jak palenie papierosów). Fakty te potwierdzili powołani przez prokuraturę świadkowie.